# John Smit
John William Smit (ur. 3 kwietnia 1978 w Pietersburg) – były rugbysta południowoafrykański, młynarz, grający ostatnio w angielskim klubie Saracens F.C. Mistrz świata 2007.

## Kariera sportowa
W reprezentacji debiutował w 2000 w meczu z Kanadą i od tego czasu rozegrał w niej 74 spotkania i zdobył 20 punktów. W 2004 został mianowany przez trenera Jake White’a kapitanem reprezentacji.
Uczestnik trzech Pucharów Świata: w Australii w 2003 roku, Nowej Zelandii w 2011 roku oraz we Francji w 2007 roku, na którym jako kapitan poprowadził rugbystów Republiki Południowej Afryki do kompletu zwycięstw i drugiego w historii tego kraju mistrzostwa świata.
Na gali IRB Awards 24 października 2011 r. wprowadzony do IRB Hall of Fame.